# UDBA
UDBA (serbsko-chorwacki: Управа Државне Безбедности / Uprava Državne Bezbednosti, Urząd Bezpieczeństwa Państwa) –  znana również pod pierwotną nazwą jako Administracja Bezpieczeństwa Państwowego, była tajną organizacją policji komunistycznej Jugosławii. Przez cały okres funkcjonowania bardziej znana była pod akronimem UDBA, wywodzącym się od oryginalnej nazwy organizacji w języku serbsko-chorwackim: Uprava državne bezbednosti (Administracja Bezpieczeństwa Państwa). Akronimy SDB (serbski) lub SDS (chorwacki) zostały oficjalnie użyte po zmianie nazwy organizacji na Państwowa Służba Bezpieczeństwa. W ostatnich dziesięcioleciach działalności składała się z ośmiu na wpół niezależnych organizacji tajnej policji – po jednej dla każdej z sześciu jugosłowiańskich republik federalnych i dwóch dla prowincji autonomicznych – koordynowanych przez centralną siedzibę federalną w Belgradzie.
Chociaż działała mniej represyjnie niż tajna policja w innych państwach komunistycznych Europy Wschodniej, UDBA była jednak środkiem kontroli społeczeństwa, którego się obawiano. UDBA było prawdopodobnie odpowiedzialna za „eliminację” dziesiątek wrogów państwowych w Jugosławii i na świecie (szacuje się, że około 200 zabójstw i porwań). Takie działania dotknęły różne osoby: chorwackich przywódców ustaszy z czasów II wojny światowej, Ante Pavelicia i Vjekoslava Luburicia (w Argentynie i Hiszpanii), ale również chorwackiego pisarza emigranta Bruna Bušicia i serbskiego pisarza emigranta Dragišę Kašikovicia. Na liście ofiar UDBA znaleźli się nie tylko zbrodniarze wojenni, ale również przypadkowe osoby, które straciły życie na skutek nieporozumień lub z powodów politycznych.
Po rozpadzie Jugosławii, separatystyczne republiki utworzyły własne agencje tajnej policji, podczas gdy Państwowa Służba Bezpieczeństwa Federalnej Republiki Jugosławii zachowała nazwę z czasów UDBA.

## Funkcje i organizacja
UDBA stanowiła istotną część jugosłowiańskich służb wywiadowczych w latach 1946-1991 i była odpowiedzialna przede wszystkim za wewnętrzne bezpieczeństwo państwa. Po 1946 roku UDBA musiała zmierzyć się z licznymi zmianami w wymiarze bezpieczeństwa i wywiadu ze względu na bieżące problemy, tj. początek konfliktów w Jugosławii z nowo powstałym blokiem wschodnim, kryzys gospodarczy, napięcie wojenne i nasilenie represji wewnętrznych wobec rzeczywistych lub rzekomych zwolenników Stalina w Jugosławii. W latach 1945–1946 UDBA została podzielona na okręgi. W 1950 roku, kiedy władze administracyjno-terytorialne zostały zlikwidowane, UDBA została ponownie zreorganizowana. W tym okresie działania wywiadowcze i bezpieczeństwa koncentrowały się w mniejszym stopniu na wywiadzie, a bardziej na bezpieczeństwie wewnętrznym. Nacisk kładziono na kolektywizm, braterstwo, harmonię społeczną, lojalność i tolerancję wobec osób o odmiennych poglądach. Odejście od tego zestawu wartości stało się dużym problemem dla służb bezpieczeństwa.
Później użycie siły zostało złagodzone, a gdy rozpoczął się proces „decentralizacji władzy ludowej”, służby wywiadowcze i bezpieczeństwa przeszły dalszą reorganizację w celu zdecentralizowania władzy i zwiększenia efektywności. Na plenum Związku Komunistów Jugosławii, które odbyło się w lipcu 1966 roku, kierownictwo polityczne oskarżyło SDB o utrudnianie reform samorządu. W efekcie SDB została zdecentralizowana, zredukowano jej personel (zwłaszcza na szczeblu federalnym) i powołano komisje kontrolne. Wydano nowe przepisy, wzmacniające niezależną inicjatywę państwowych służb bezpieczeństwa sześciu republik jugosłowiańskich i prowincji autonomicznych. SDB została pozbawiona funkcji wykonawczych i powierzono jej rozpoznawanie wrogich działań i zapobieganie im. Ustawa o Sprawach Wewnętrznych oraz dekret o organizacji Sekretariatu Spraw Wewnętrznych Państwa uregulowały organ bezpieczeństwa wywiadu jako prerogatywę Dyrekcji Bezpieczeństwa Państwa w Ministerstwie Spraw Wewnętrznych. Kolejna reorganizacja dotyczyła kwestii związanych z kompetencjami federacji (bezpieczeństwo państwa, ruch transgraniczny, cudzoziemcy, paszporty, wprowadzanie i rozpowszechnianie prasy zagranicznej, obywatelstwo federalne).

## Działalność

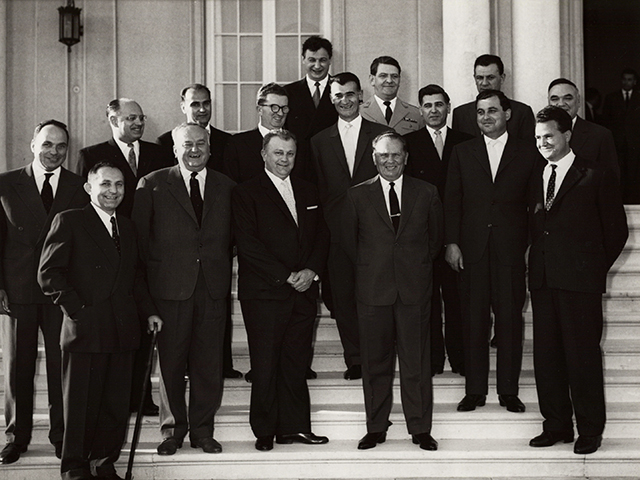
Grupa funkcjonariuszy UDBA na spotkaniu z Josipem Brozem Titą w roku 1962

### Lata 1946-1986
Jedną z pierwszych udanych akcji UDBA była operacja Guardian (serbski: 'Operacija Gvardijan'), przeprowadzona w latach 1947-1948, która pokonała próbę emigracji Ustaszów z powodu przeprowadzenia akcji terrorystycznych i sabotażowych oraz zjednoczenia formacji krzyżowców w powstaniu przeciwko nowym władzom Socjalistycznej Federacyjnej Republiki Jugosłowiańskiej. Akcja emigracji Ustaszów otrzymała zgodę Ante Pavelića i była kierowana przez Božidara Kavrana. Pierwsza grupa została aresztowana na górze Papuk. UDBA rozpoczęła następnie operację Guardian (do Ustaszów wysyłano fałszywe wiadomości zachęcające ich do przyjazdu), podczas której w ciągu najbliższych miesięcy na granicy jugosłowiańsko-austriackiej aresztowano łącznie 19 grup Ustaszy, co zakończyło się aresztowaniem Božidara Kavrana, głównego organizatora nielegalnej emigracji Ustaszów. Aresztowani Ustaszy zostali osądzeni w sierpniu 1948 roku, większość z nich skazano na karę śmierci, pozostałych na dłuższe kary więzienia.
W latach 1963–1974 organy bezpieczeństwa zajmowały się szeregiem wydarzeń politycznych w kraju i za granicą. W Jugosławii miała wtedy miejsce konfrontacja polityczna zarówno przed, jak i po Plenum w Brioni (1966), liberalne wybuchy i masowe lewicowe demonstracje studenckie w Belgradzie w 1968 roku, Chorwacka Wiosna (serbski: Hrvatsko proljeće) czy „MASPOK” (ruch masowy) w Chorwacji w 1971 roku, a także nacjonalistyczny atak grupy Bugojno w rejonie Raduszy (1972) i odrodzenie nacjonalizmu w republikach jugosłowiańskich. Najważniejszym wydarzeniem za granicą była inwazja wojsk Układu Warszawskiego na Czechosłowację w 1968 roku.
W tych okolicznościach uchwalono w 1967 roku pierwszą Ustawę o Sprawach Wewnętrznych poszczególnych republik. Zgodnie z Ustawą sprawami wewnętrznymi zajmowały się bezpośrednio organy administracji miejskiej i sekretariaty spraw wewnętrznych poszczególnych republik lub ich prowincje. Po raz pierwszy od 1945 roku republiki uzyskały kontrolę i większy wpływ nad swoimi organami bezpieczeństwa i służbami wywiadowczymi.
W 1967 roku SDB została ustawowo zdefiniowana jako służba profesjonalna w ramach Sekretariatu Spraw Wewnętrznych Republiki (RSUP). Oczywiście większość jego kompetencji pozostawała w gestii instytucji federalnych. Zgodnie z Ustawą o Prowadzeniu Spraw Wewnętrznych w ramach kompetencji federalnych organów administracyjnych z 1971 roku, federalny sekretariat spraw wewnętrznych koordynował prace SDB w republikach i prowincjach. Dalsze kroki podjęto wraz z transformacją administracji państwowej, uchwaleniem Federalnej Ustawy o Administracji Państwowej (1978) i Ustawy Republikańskiej (1978). Nowo przyjęta Ustawa o Sprawach Wewnętrznych powierzyła RSUP kwestie bezpieczeństwa państwa, które następnie stały się kwestiami RSUP i nie były już traktowane w sposób szczególny. Uchwała ta obowiązywała do zmian w Ustawie o Sprawach Wewnętrznych z 1991 roku.

### Okres po 1986 roku
Rola wywiadu i bezpieczeństwa zmieniła się po 1986 roku, kiedy to w partii rozpoczęły się procesy demokratyzacji. Zaatakowano agencje wywiadowcze, a wiele osób zaczęło publicznie pisać o SDB i go krytykować. W SDB zniesiono organizację partyjną i rozpoczęto pierwsze próby wprowadzenia kontroli parlamentarnej.
Powołanie komisji do monitorowania prac było jedną z najbardziej absurdalnych decyzji podjętych przez służby bezpieczeństwa kraju w erze „socjaldemokracji”, gdyż działalność SDB regulowało federalne ustawodawstwo i regulacje publikowane w tajnych Dziennikach Urzędowych. Ani członkowie komisji, ani jej przewodniczący nie mieli dostępu do tych dokumentów. Trudno było ocenić informacje, ponieważ komisja nie miała uprawnień dochodzeniowych ani możliwości weryfikowania informacji. Zadaniem szefa służby było dostarczenie Komisji żądanych informacji, nawet niejawnych. SDB również nadal otrzymywało zadania od partii, chociaż komisja nadzoru nie miała uprawnień do kontrolowania tych zadań. Powyższe wydarzenia podważyły jedność SDB, która sformułowała własne, niepublikowane regulacje (akty subprawne, zarządzenia itp.). Uniemożliwiło to jakikolwiek protest przeciwko łamaniu praw, gdyż regulamin był niedostępny dla opinii publicznej.
Pierwsze wolne wybory w 1990 roku, które wzmocniły proces demokratyzacji, odbiły się echem w Federalnym Sekretariacie Spraw Wewnętrznych (SSUP) i Federalnej Służbie Bezpieczeństwa (SSDB), które walczyły o utrzymanie kontroli nad poszczególnymi SDB w republikach. SSDB stawała się coraz mniej skonsolidowana - formalnie nadal była ona połączona z organami federalnymi, ale prowadziła różne operacje i działała w konkretnych republikach. Niektóre kadry zawodowe, zwłaszcza te z „dziedziny krajowej” (zajmujące się „prawicą burżuazyjną”, klerykałami i ruchami studenckimi, zaczęły opuszczać służbę. Konflikt narastał, a archiwa SDB były systematycznie niszczone. W poszukiwaniu nowych ról SDB zaczął również ograniczać informacje, które wysyłał do SSDB. Ostatecznie SSDB również ograniczył swoje informacje do zagranicznych służb wywiadowczych.
Po upadku komunizmu duża część chorwackich funkcjonariuszy UDBA, pod nadzorem operacyjnym Josipa Manolicia, dołączyła do nowo utworzonych chorwackich tajnych służb.